# デイヴ・マクレエ
デイヴ・マクレエ（Dave MacRae、1949年6月9日 - ）は、ニュージーランド・オークランド出身のキーボード奏者で、ジャズへの貢献と、カンタベリー・ロックの人々とのコラボレーションで有名である。
マクレエは、ニューサウスウェールズ州立音楽院（現在のシドニー音楽院）で学び、その後、1960年代にフェスティバル・レコードというレーベルで、アレンジャーとしてオーストラリアで働いた。1969年にアメリカに居を移し、1970年にバディ・リッチのアンサンブルに参加する前はロサンゼルスで実験音楽のグループと一緒に演奏した。1971年になるとロンドンに移住し、その年にはジャズ・ミュージシャンのクラーク・テリー、チェット・ベイカー、ジョン・ヘンドリックス、そしてギル・エヴァンスと共に働いた。
1971年、1972年まで在籍することになるマッチング・モウルに加入する前には、一時的にCapariusと呼ばれるグループと一緒に活動していた。1973年3月、イアン・カーのグループ、ニュークリアス（アルバム『ラビリンス』）とレコーディングした。同時に、エルトン・ディーンのバンド、Just Usでも演奏した。1973年、WMWM（ロバート・ワイアット、デイヴ・マクレエ、ゲイリー・ウィンド & ロン・マシューソン）やジャイルズ・ファーナビーズ・ドリーム・バンドで演奏し、1974年にBack Doorというジャズ・トリオでセッション・ワークを行ったが、この頃にはニュークリアスを去り、パシフィック・イアドラムと呼ばれる自身のプロジェクトに専念した。1970年代を通じて、ロバート・ワイアット、マイク・ギブス、リチャード・シンクレアなどのカンタベリー・ミュージシャンと仕事をしていた。
1980年代にマクレエはFalse Alarmとしばらく働き、その後、1984年にソフト・マシーンの再構成されたバージョンで演奏した。その年の後半にはオーストラリアに戻り、バーニー・マクガンとロニー・スコットと共にシドニー周辺で演奏するようになった。
彼は女性歌手、ジェイド・マクレーの父親である。

## ディスコグラフィ

### ソロ・アルバム
- Forecasts (1984年) ※Joy Yates And Dave MacRae名義
- Southern Roots (1988年)